# Bob Berg
Bob Berg (7. dubna 1951 – 5. prosince 2002) byl americký jazzový saxofonista.
Narodil se v newyorském Brooklynu. Hudbě se věnoval již od dětství, v šesti letech se začal učit na klavír a k saxofonu přešel ve třinácti. Později studoval na newyorské akademii Juilliard School. V letech 1973 až 1976 byl členem kapely pianisty Horace Silvera a následně až do roku 1983 hrál ve skupině Cedara Waltona. Do širšího povědomí se dostal díky angažmá ve skupině Milese Davise, s nímž v roce 1985 natočil album You're Under Arrest a absolvoval světové koncertní turné. Poté se vydal na sólovou dráhu vlastních projektů, k nimž si vybíral spoluhráče ad hoc a složení svých skupin obměňoval. Zároveň ale pravidelně nahrával i vystupoval v projektech dalších kolegů, nejčastěji s kytaristou Mikem Sternem. Vystupoval i v akustickém kvartetu pianisty Chicka Corey, s nímž natočil v roce 1995 album Time Warp. Koncem 90. let hrál s obnovenou skupinou Steps Ahead Mike Mainieriho. Mezi lety 1978 a 2000 natočil Berg jako leader dvanáct studiových alb. Těžiště jeho tvorby spadá do 2. poloviny 80. a 1. poloviny 90. let, za jeden z jejích vrcholů lze považovat album Enter the Spirit (1993). Během své kariéry nahrával či vystupoval i s mnoha dalšími hudebníky, mezi něž patří například Randy Brecker, Kenny Drew, Dizzy Gillespie, Steve Gadd, Dave Kikoski nebo Tom Harrell.
Jeho styl hry na tenorsaxofon vychází z moderního jazzu, z coltranovského hardbopu; přesahuje ho fúzí s dalšími styly, soulem či funkem, ač dával přednost akustickému pojetí před elektronickým jazzem. Pro svůj výrazný a energický hudební projev, jasný ostrý zvuk, technické mistrovství i emocionální rozměr hry byl ve své době považován[kým?] vedle Michaela Breckera za jednoho z nejlepších hráčů na tento nástroj.[zdroj⁠?!]
Zahynul při dopravní nehodě ve věku 51 let.